# ألكساندرا نيكول هولم
ألكساندرا نيكول هولم (بالإنجليزية: Lexy Hulme)‏ هي ممثلة أمريكية، ولدت في 12 يونيو 1984 في سان دييغو في الولايات المتحدة.

## أعمال

### أفلام
- آني[5][6]

## وصلات خارجية
- ألكساندرا نيكول هولم على موقع IMDb (الإنجليزية)
- ألكساندرا نيكول هولم على موقع تيرنر كلاسيك موفيز (الإنجليزية)
- ألكساندرا نيكول هولم على موقع قاعدة بيانات الفيلم (الإنجليزية)